# Dolor (Band)
Dolor (lat. Schmerz) ist eine deutschsprachige Rockband aus Naumburg an der Saale, die aufgrund der stilistischen Nähe zu Bands wie Rammstein der Neuen Deutschen Härte zugeordnet wird.

## Geschichte
Dolor wurde im Jahr 1998 durch Steve Gain als Einzelprojekt gegründet. In den Jahren 2000 bis 2003 war Dolor weitestgehend inaktiv. Aufgrund gewünschter Bühnenpräsenz rief Steve Gain Dolor erneut ins Leben und formierte eine Live-Band. Es folgten Touren, diverse Festivals in Deutschland als Vorband von Szenengrößen, wie Umbra et Imago, Tanzwut, Zeraphine und In Extremo. Dem Auftakt der Tour mit Unheilig im Jahr 2005 ging die eigene Clubtour zum gleichnamigen Debütalbum Komm zu mir einher. Im Jahr 2006 erreichten Dolor Platz 2 beim Battle-Of-The-Bands-Wettbewerb des Szenemagazins Sonic Seducer. 2007 bespielten sie u. a. das Wave-Gothic-Treffen. Es folgten weitere Konzerte als Vorgruppe von Bands wie Letzte Instanz und Eisbrecher. Im Jahre 2010 erschien nach längerer Bühnenpause das zweite Album Tanz der Schatten, dem eine Reihe Konzerte folgten. Aufgrund einer stärkeren Verletzung Steve Gains wurde im Jahr 2011 weitestgehend auf Bühnenpräsenz verzichtet. Nach eigenen Angaben arbeitete die Band zu dieser Zeit an neuem Material. Seit dem letzten Konzert in Naumburg im Juli 2013 gab es jedoch keine Neuigkeiten mehr von der Band.

## Stil
Als kreativer Kopf gilt Bandgründer Steve Gain, der allein für Texte, Kompositionen und den Gesang der Band verantwortlich ist. Stimmlich erinnert er dabei stark an Till Lindemann, nicht nur aufgrund des rollenden R, sondern auch wegen einer ähnlich tiefen Tonlage in der Stimme. Dolor sind allerdings bis heute weitaus elektronischer geblieben als namhafte Vertreter des Genres. Die Gitarren leisten also nur einen sekundären Beitrag zum Sound, wenngleich sie druckvoll den Rhythmus mitbestimmen.

## Diskografie
Alben
- 1999: Showtime (Eigenproduktion)
- 2005: Komm zu mir
- 2010: Tanz der Schatten (Dark (CMS))